# 瓦隆主要矿业遗址
瓦隆主要矿业遗址（英語：Major Mining Sites of Wallonia）位于比利时南部的瓦隆区。它完整保留了18到20世纪的瓦隆地区煤矿的原貌，并具有多处和煤矿基础设施的遗迹，2012年被列入世界文化遗产。

## 概况
瓦隆主要矿业遗址包括四个地点
- Grand Hornu
- Bois-du-Luc
- Bois du Cazier
- Blegny-Mine

18世纪的第二次工业革命中，采矿和重工业成为比利时经济的主要部分，大多数矿山和矿冶工业都位于东西横贯瓦隆区的一块狭长地带中（被称为“工业山谷”）中，后来围绕着迅速发展的采矿业，这一带的城市也迅速发展。到了20世纪，这一带的采矿业衰落了，本遗址列出的四座矿山已然不再生产，只是作为博物馆向参观者开放。

## 图片

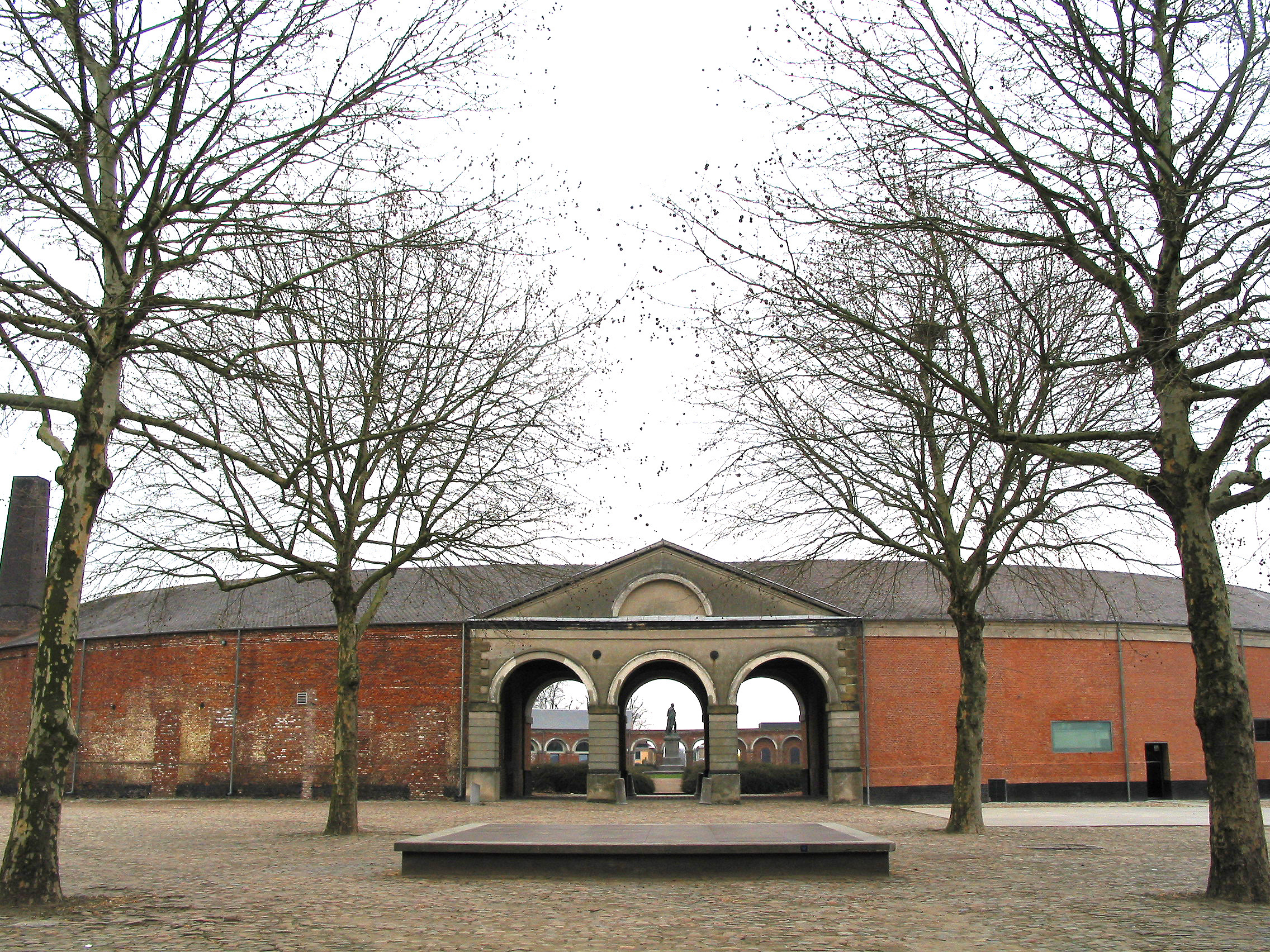
Le Grand-Hornu
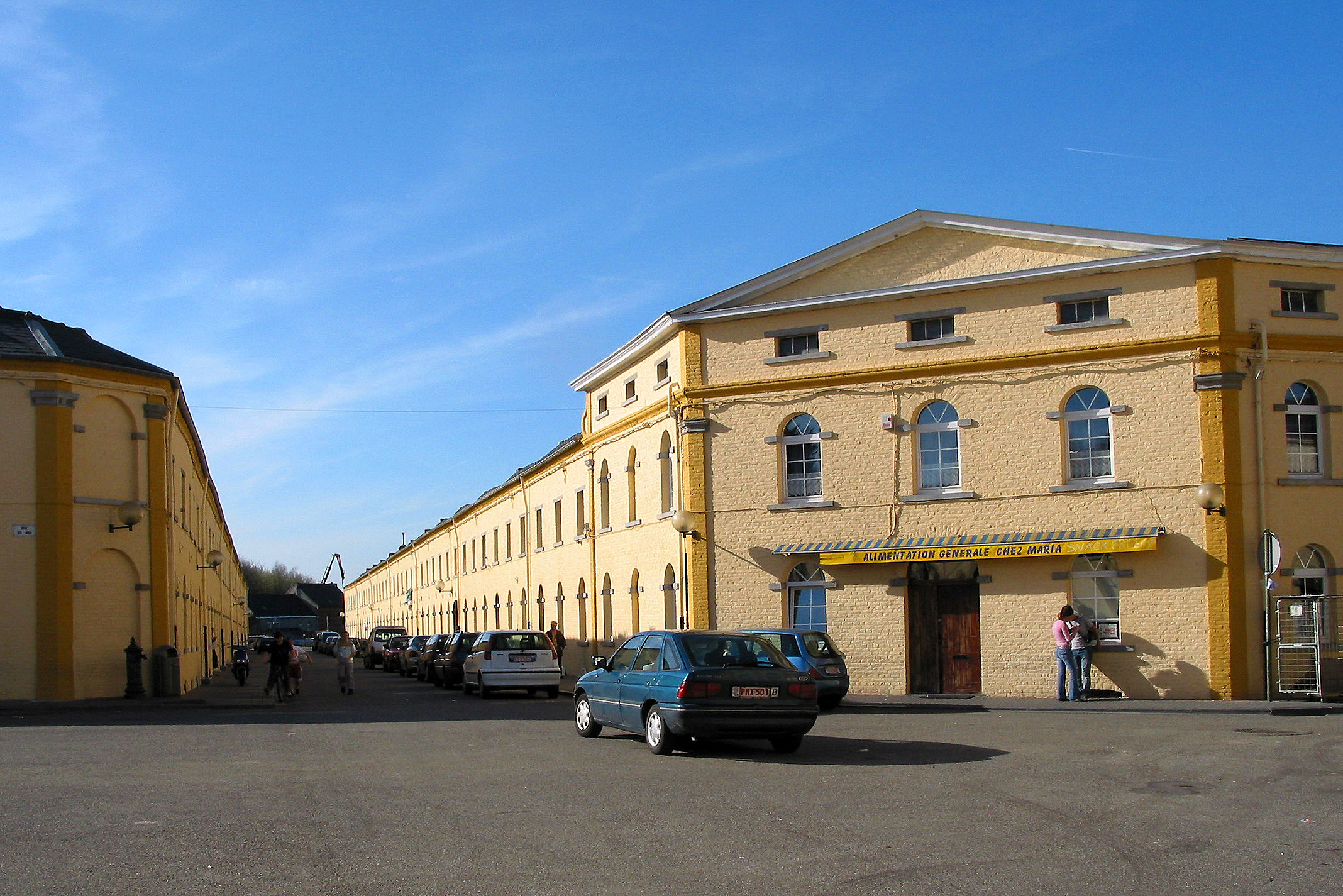
Bois-du-Luc
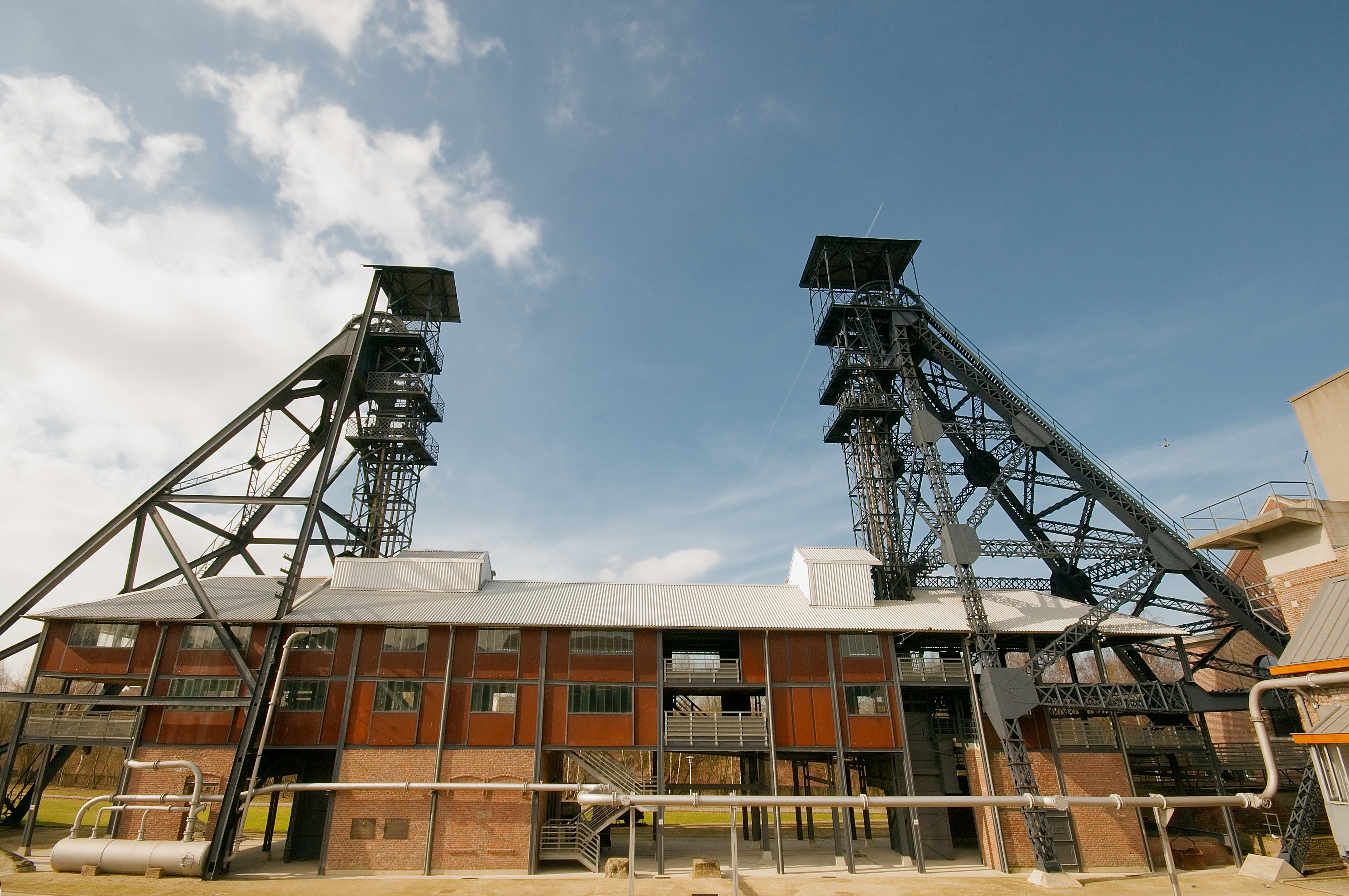
Bois du Cazier
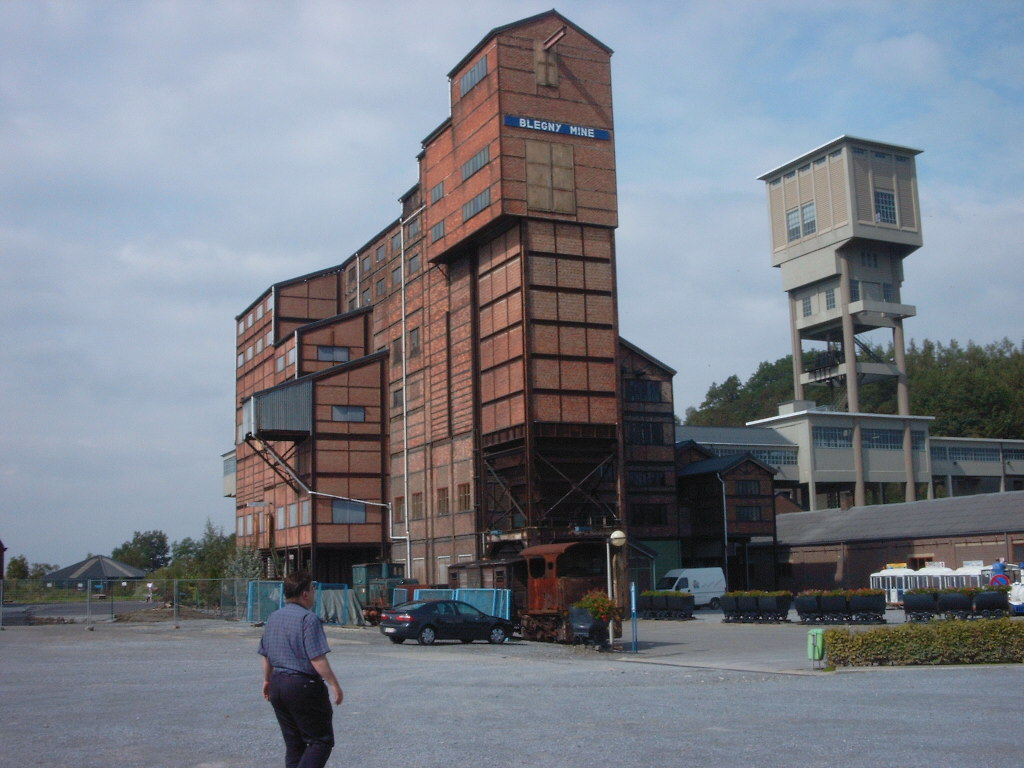
Blegny-Mine